# دانشکده دندانپزشکی بوشهر
دانشکده دندانپزشکی دانشگاه علوم پزشکی بوشهر یکی از دانشکده‌های دندانپزشکی ایران وابسته به دانشگاه علوم پزشکی بوشهر در بوشهر است.

## تاریخچه
دانشکده دندانپزشکی بوشهر در سال ۱۳۹۰ بنیانگذاری شد. هم‌اکنون ریاست این دانشکده را صدیقه خیراندیش برعهده دارد.